# 臺中市私立新民高級中學

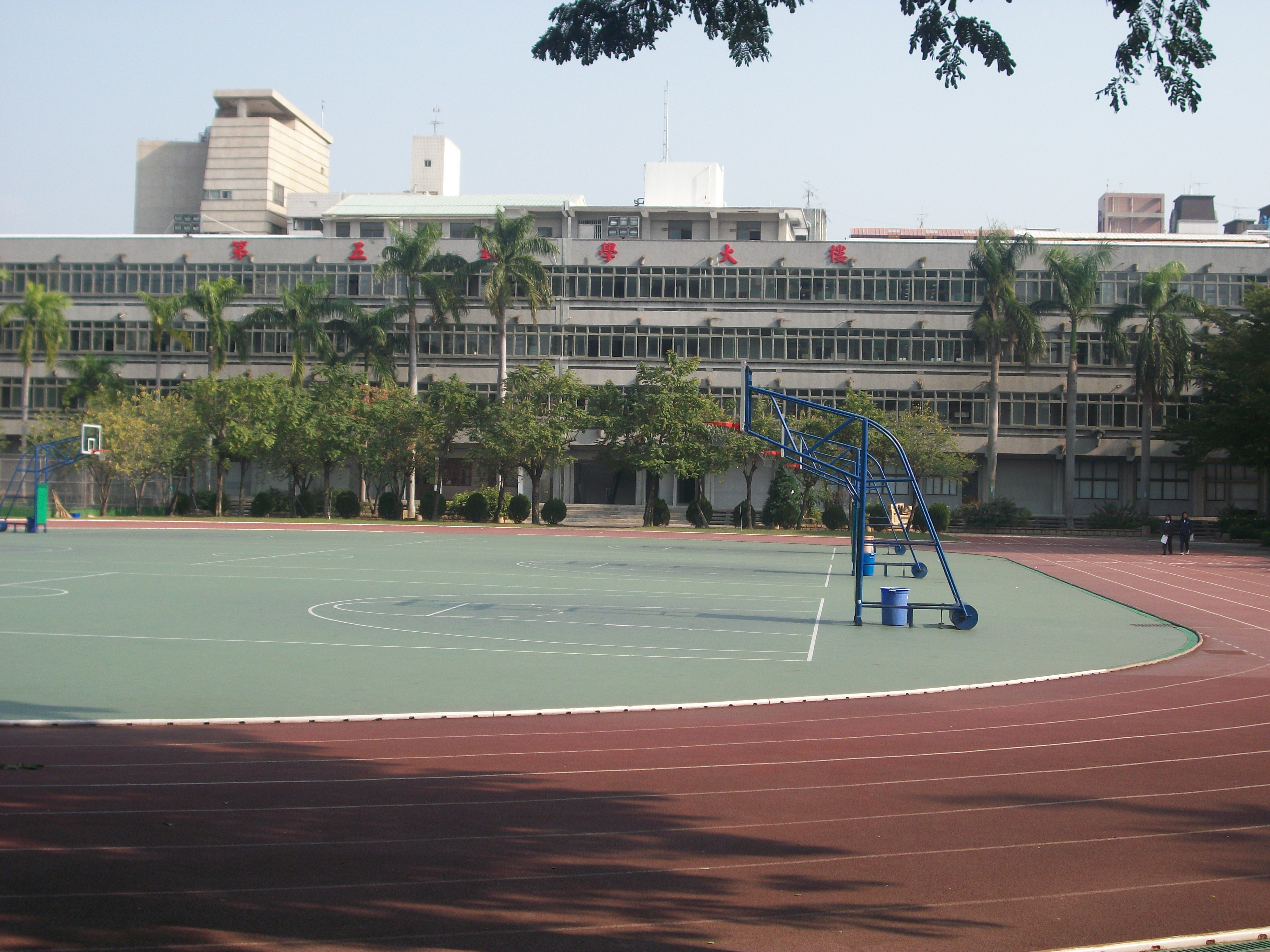
操場及第五教學大樓

臺中市私立新民高級中學（英語：Shin Min High School），簡稱新民高中，是位於臺中市北區的私立綜合型完全中學，鄰近中友百貨公司、一中街商圈，創立於1936年，設有日間學制、進修學制、普通科、技術科。

## 校史
- 1936年4月27日由林烈堂、張煥珪、林耀庭、林澄波、郭頂順等人集資，並邀入佐藤次郎、中津德治、田中政吉、緒方瀧治、十守昌等日籍人士創辦台中州私立台中商業專修學校，設置三年制商業科，校址位於新高町一八六號─水源地台中市政府倉庫（現雙十路一段12巷2號）。
- 1937年4月遷至敷島町林氏宗祠（今國光路55號），同年9月遷至柳町六丁目一番地柳川旁（原城北醫院址，戰後改址為公園路21之1號）。
- 1944年4月，附設四年制商業科，後於1946年4月停辦。
- 1946年2月更名為臺中市私立新民初級商業職業學校，同年8月由原三年制商業科改制為初級部商業科。
- 1952年，設置高職部商業科。隔年更名為臺中市私立新民商業職業學校。
- 1955年2月遷址臺中市三民路三段289號（原臺中市北區一心路7號），1957年，附設高級商業科夜間部（四年制）。
- 1961年8月，停辦高級商業科夜間部至1964年；1966年8月，停辦初級部商業科，設置五年制商業科；1967年8月，附設補校初級部、高級部商業科。
- 1968年8月更名為臺中市私立新民高級商工職業學校，停辦五年制商業科，日補校增設電工科、電子設備修護科。
- 1971年，日校增設機工科、機械製圖科，補校增設機工科。
- 1974年，原商業科改名為綜合商業科，日校增設國際貿易事務科、會計統計科，補校增設國際貿易事務科。
- 1977年，補校初級部商業科停辦，1979年，增設機械製圖科，隔年增設會計統計科。
- 1986年，原日校電工科改名為電機科，電子設備修護科改名為電子科，補校國際貿易事務科改名為國際貿易科。
- 1987年，日校增設資訊科，原綜合商業科、國際貿易事務科、會計統計科於1988年改名為商業經營科、國際貿易科、會計事務科；增設資料處理科、資訊科（補校）。
- 1989年，原日校機工科改名為機械科，隔年增設商用英文科、日文科。
- 1994年，原日校商用英文科、日文科改名為應用外語科英文組、日文組。
- 1998年，停辦補校會計事務科，隔年增設高中部普通班、音樂班，原補校改名為進修學校。
- 2000年改制現名臺中市私立新民高級中學，增設國中部雙語班、音樂班，停辦日校商業經營科、會計事務科、電機科、電子科、機械科，原日校機械製圖科改名為製圖科。
- 2001年，進修學校電工科、機工科因調科班停招兩年。同年12月28日，新教學及行政大樓「烈堂樓」落成，正校門改臨健行路。
- 2002年，停辦進修學校國際貿易科，隔年復辦進修學校電工科、機工科，停辦進修學校電子設備修護科。
- 2004年，進修學校增設高中部普通科（體育班）。
- 2006年，原進修學校商用英文科、日文科、電工科、機工科、機械製圖科改名為應用外語科英文組、日文組、電機科、機械科、製圖科。
- 2007年，日校增設觀光事業科、微電腦修護科，國中部音樂班改為音樂學程。
- 2008年，日校增設表演藝術科，復辦進修學校國際貿易科。更換國高中的制服款式。
- 2009年，日校增設多媒體動畫科，復辦商業經營科，停辦微電腦修護科。
- 2011年，進修學校增設觀光事業科、多媒體動畫科，停辦國際貿易科
- 2012年，原日校多媒體動畫科改名為多媒體設計科。
- 2015年，日校增設電子商務科，復辦電機科、機械科，停辦進修學校電機科。
- 2018年，日校製圖科改名為電腦機械製圖科，停辦進修學校資訊科
- 2019年停辦進修學校資料處理科、機械製圖科，復辦電機科。
- 2022年，新增雙語實驗班。[1]

### 歷任董事長
| 姓名               | 上任       | 離任       |
| ------------------ | ---------- | ---------- |
| 林烈堂(理事長)     | 1936年4月  | 1941年3月  |
| 入佐藤次郎(理事長) | 1941年4月  | 1945年11月 |
| 林烈堂             | 1945年11月 | 1947年9月  |
| 林垂凱             | 1947年10月 | 1953年10月 |
| 張煥珪             | 1953年10月 | 1980年7月  |
| 徐灶生             | 1980年7月  | 1984年3月  |
| 張耀錡             | 1984年4月  | 1997年4月  |
| 劉昭惠             | 1997年4月  | 2003年1月  |
| 張耀錡             | 2003年1月  | 2006年8月  |
| 劉昭惠             | 2006年8月  |            |

### 歷任校長

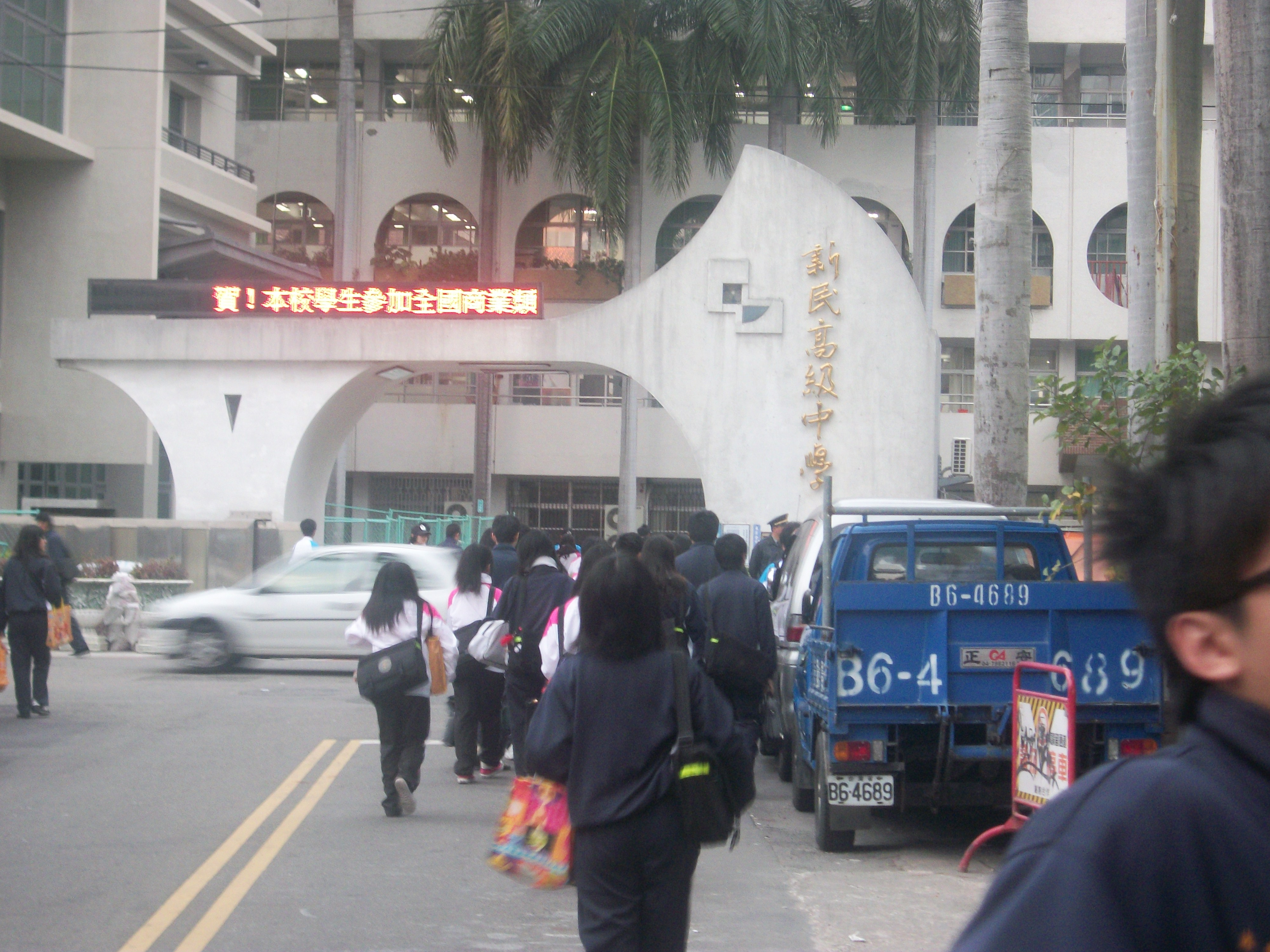
三民路大門
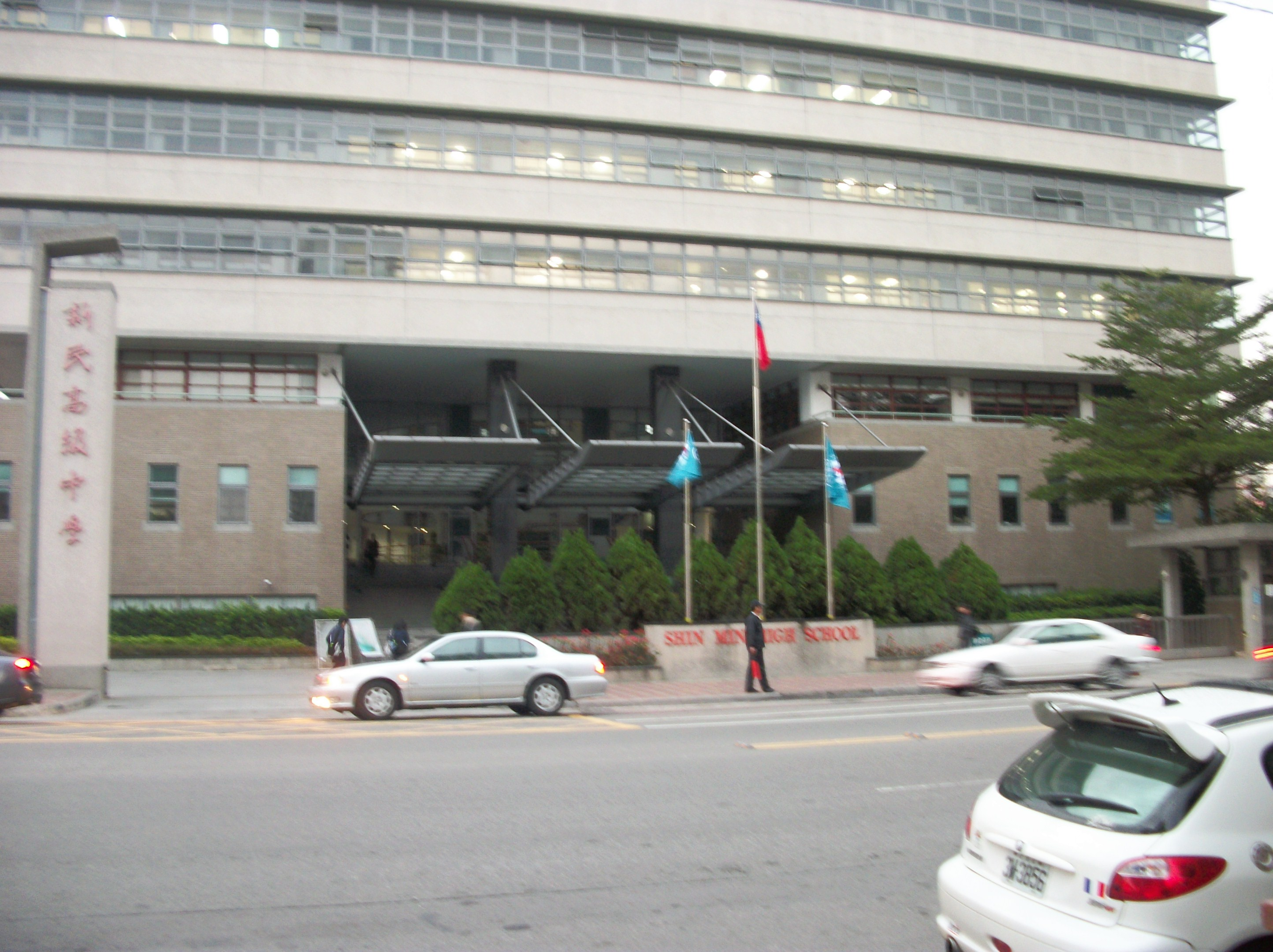
健行路大門
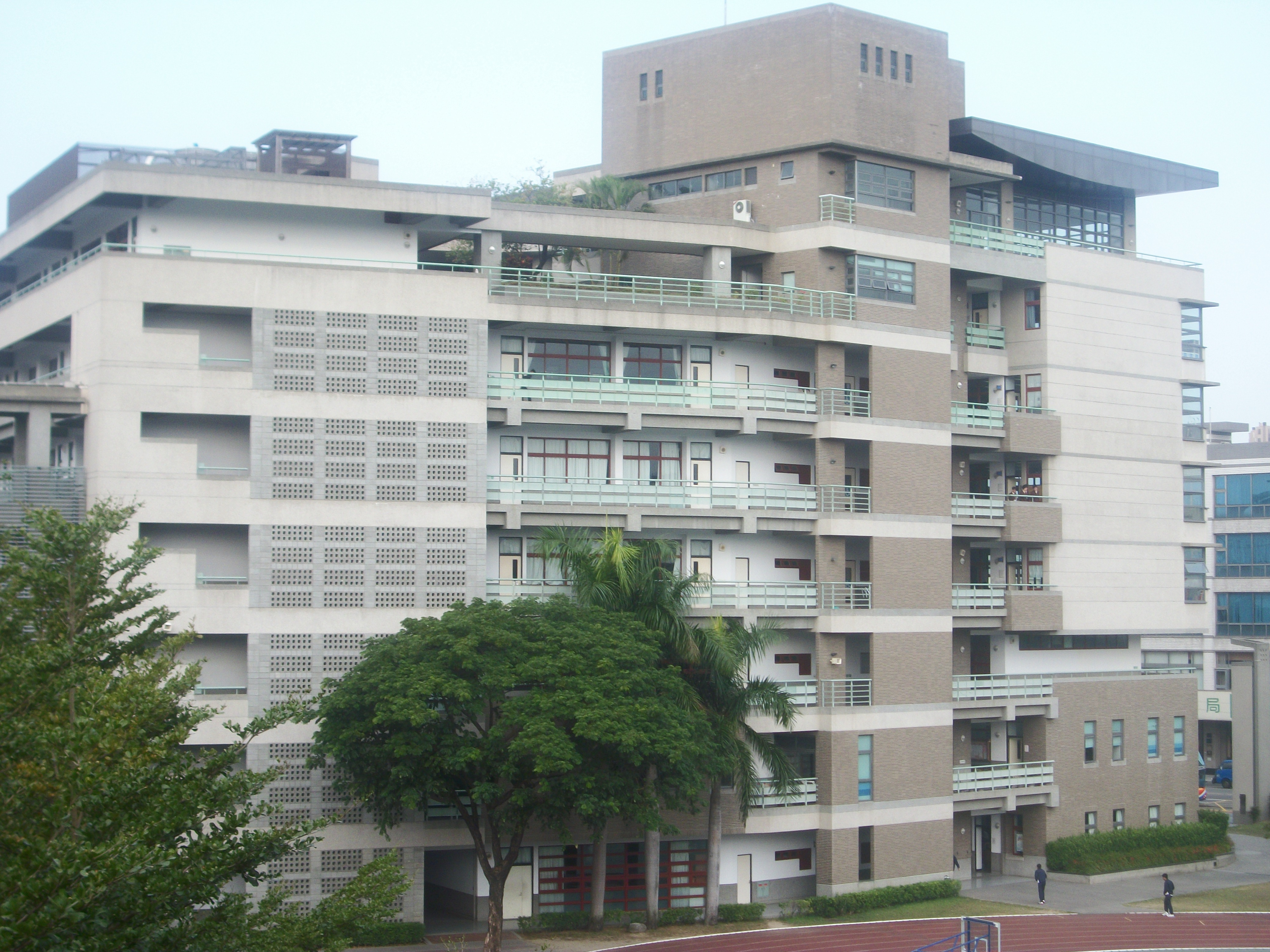
烈堂樓
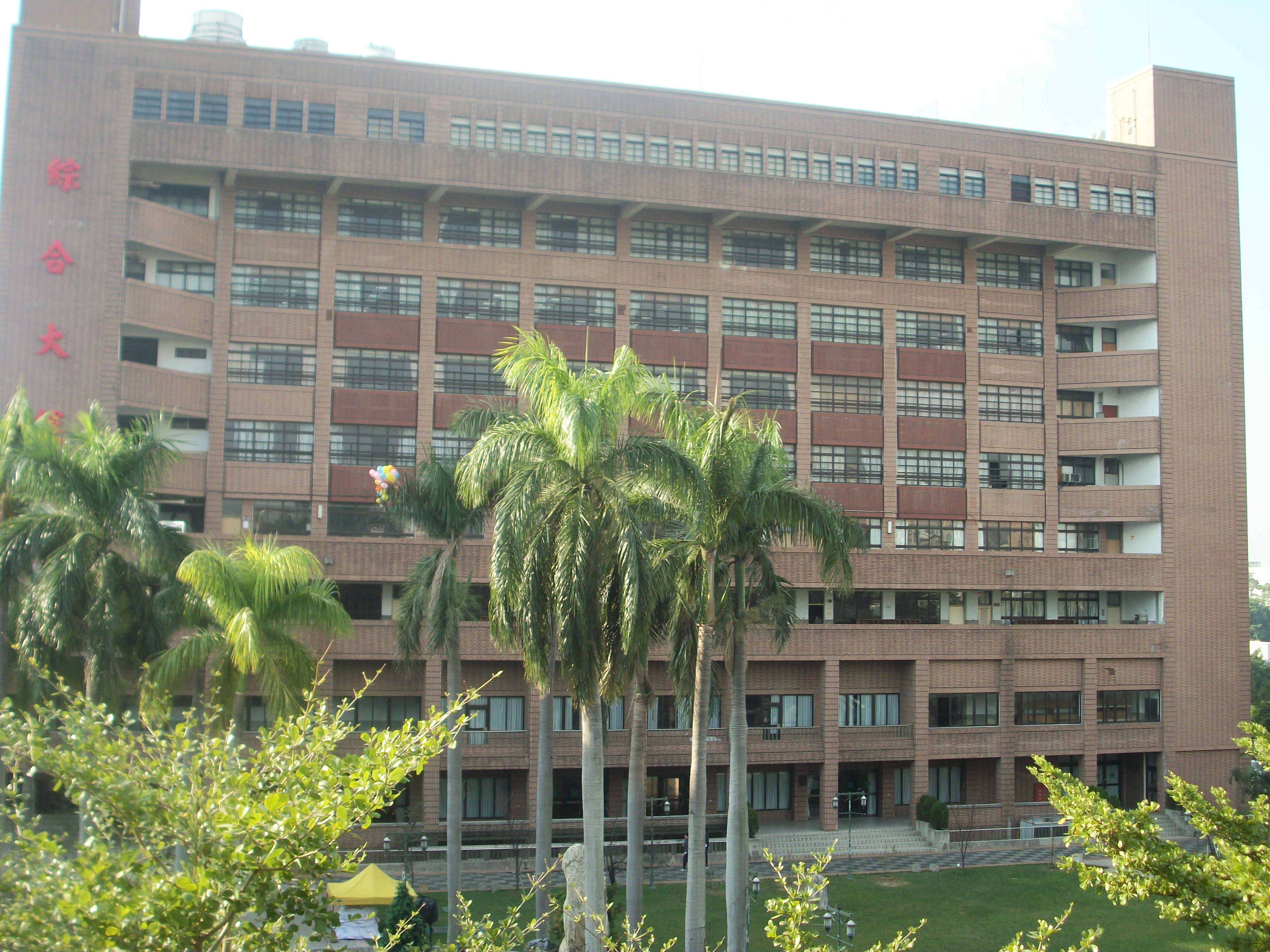
綜合大樓

| 姓名     | 上任         | 離任          |
| -------- | ------------ | ------------- |
| 十守昌   | 1936年4月    | 1944年12月    |
| 宮原武熊 | 1945年1月1日 | 1945年11月    |
| 林慶     | 1945年11月   | 1948年7月     |
| 廖德聰   | 1948年8月    | 1950年1月     |
| 陳瑚     | 1950年2月    | 1961年1月     |
| 張煥珪   | 1961年2月    | 1961年7月     |
| 張啟民   | 1961年7月    | 1995年7月     |
| 李文雄   | 1995年8月    | 1997年7月     |
| 李瑤瓊   | 1997年8月    | 1998年4月     |
| 陳守讓   | 1998年4月    | 2001年7月31日 |
| 莊弘雄   | 2001年8月1日 | 2010年7月31日 |
| 楊寶琴   | 2010年8月1日 | 2018年7月31日 |
| 薛光豐   | 2018年8月    | 2022年7月     |
| 王沛清   | 2022年8月    |               |

- 三民路大門
- 健行路大門
- 烈堂樓
- 綜合大樓

## 科系
高職部
- 國際貿易科
- 商業經營科
- 資料處理科
- 應用外語科英文組
- 應用外語科日文組
- 資訊科
- 電腦機械製圖科
- 觀光事業科
- 表演藝術科
- 多媒體設計科
- 電子商務科
- 電機科
- 機械科

高中部
- 普通科
- 音樂班

附設國中部
- 雙語班
- 音樂班（音樂學程班）

進修學校
- 普通科（體育班）
- 應用外語科英文組
- 應用外語科日文組
- 商業經營科
- 機械科
- 觀光事業科
- 多媒體動畫科
- 電機科

## 外部連結
- 新民高中 （页面存档备份，存于）